# Protallagma titicacae
Protallagma titicacae – gatunek ważki z rodziny łątkowatych (Coenagrionidae). Występuje w Andach w zachodniej części Ameryki Południowej – od środkowego Peru przez zachodnią Boliwię po północne Chile i północno-zachodnią Argentynę.